# جو إيكلس
جو إيكلس (بالإنجليزية: Joe Eccles)‏ (1 فبراير 1906 في المملكة المتحدة - 1970) هو لاعب كرة قدم بريطاني (وحمل سابقاً جنسية المملكة المتحدة لبريطانيا العظمى وأيرلندا) في مركز الهجوم. لعب مع أستون فيلا وكوفنتري سيتي ونادي نورثامبتون تاون ونادي والسول ووست هام يونايتد.